# ウォータータウン (マサチューセッツ州)
ウォータータウン（英: Watertown）は、アメリカ合衆国マサチューセッツ州のミドルセックス郡にある都市。人口は3万5329人（2020年）。ボストン都市圏に属している。市の形態の政府を申請し認証されながら、その公式名には「町」を残すことを望んだ、マサチューセッツ州内14自治体の1つである。
ウォータータウンにはマサチューセッツ湾交通局がバス定期便を走らせている。ケンブリッジ市やボストン市に近いこと、多様な既存住宅があること、公立学校の評判が良く、安全で静かな地区があることによって、子供を持つ家庭にとって望ましい町になっている。
市内には、ベミス、ブリガム、クーリッジスクエア、イーストウォータータウン、ウォータータウンスクエア、ウェストエンドと呼ばれる6つの地区がある。

## 歴史
考古学に拠る証拠で、ウォータータウンとなった地域には、イングランドから開拓者が到着する以前数千年前から人類が住んでいた。マサチューセッツ族のペコセット族とノナンタム族という2つの部族が、後にチャールズ川と呼ばれる川の両岸に開拓地を持っていた。ペコセット族は現在ウォータータウン・ダムがある場所で、ニシンを獲る梁を作っていた。エールワイフやブルーバックニシンが生まれた場所である清水に卵を産むために海から上流に戻って来る毎年の回遊は、現在でも毎春見られる。
ウォータータウンは最初にソルトンストール・プランテーションと呼ばれており、マサチューセッツ湾の初期開拓地の一つだった。1630年、リチャード・ソルトンストール卿とジョージ・フィリップス牧師が率いた開拓者集団が入植を始め、同年には公式に法人化された。初期の文書には"Waterton"（ウォータートン）という綴りも見られる。
初期の建物群はケンブリッジ市のゲリーの上陸点と呼ばれる地域内に造られた。最初の4分の1世紀で、ボストンに次いで人口と面積が多かった。その時から面積は大きく減少してきた。ケンブリッジに3度領域が渡され、1712年のウェストン、1838年のウォルサム、1754年のリンカーン、1859年のベルモント各町の創設に貢献した。1632年、ウォータータウン住人は、ケンブリッジに柵で囲んだ砦を建てるために税金を集められることに抗議した。これはアメリカで「代表なくして課税」されることに対する最初の抗議であり、植民地で代表制政府を設立することに繋がった。17世紀末には既にウォータータウンはニューイングランドにおける馬と牛の主要な市場となっており、肥沃な庭園や優れた荘園で知られた。1632年頃、植民地で初の製粉所が建てられ、1662年にはアメリカで最初期の毛織物工場が建設された。

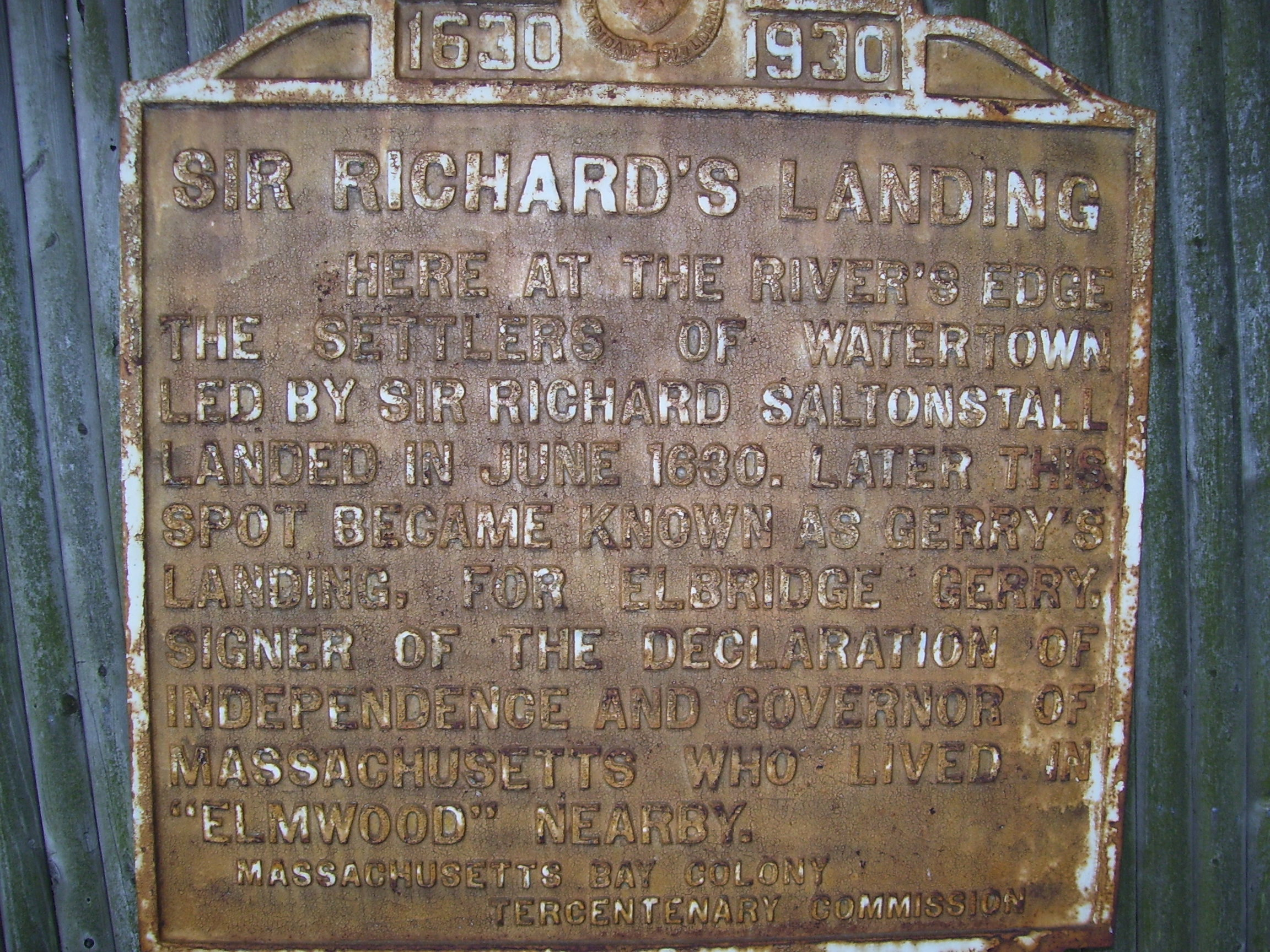
ウォータータウンにあるソルトンストールの上陸点、エルブリッジ・ゲリー・ランディングと呼ばれた

マサチューセッツ植民地議会はコンコードで休会になった後に、1775年4月から7月まで第一教区教会で開催され、その場所には記念碑が置かれている。マサチューセッツ総合裁判所は1775年から1778年までここでその会期を持った。近くのエドマンド・ファウル邸で委員会が開催された。ボストン包囲戦の間、ボストンのタウンミーティングもここで開催され、ボストンの多くの家族がこの地区にその家を持った。アメリカ独立戦争初期の数か月間、安全委員会と通信委員会がウォータータウンを本部とし、ジョセフ・ウォーレン将軍がバンカーヒルの戦いに出発したのもここだった。

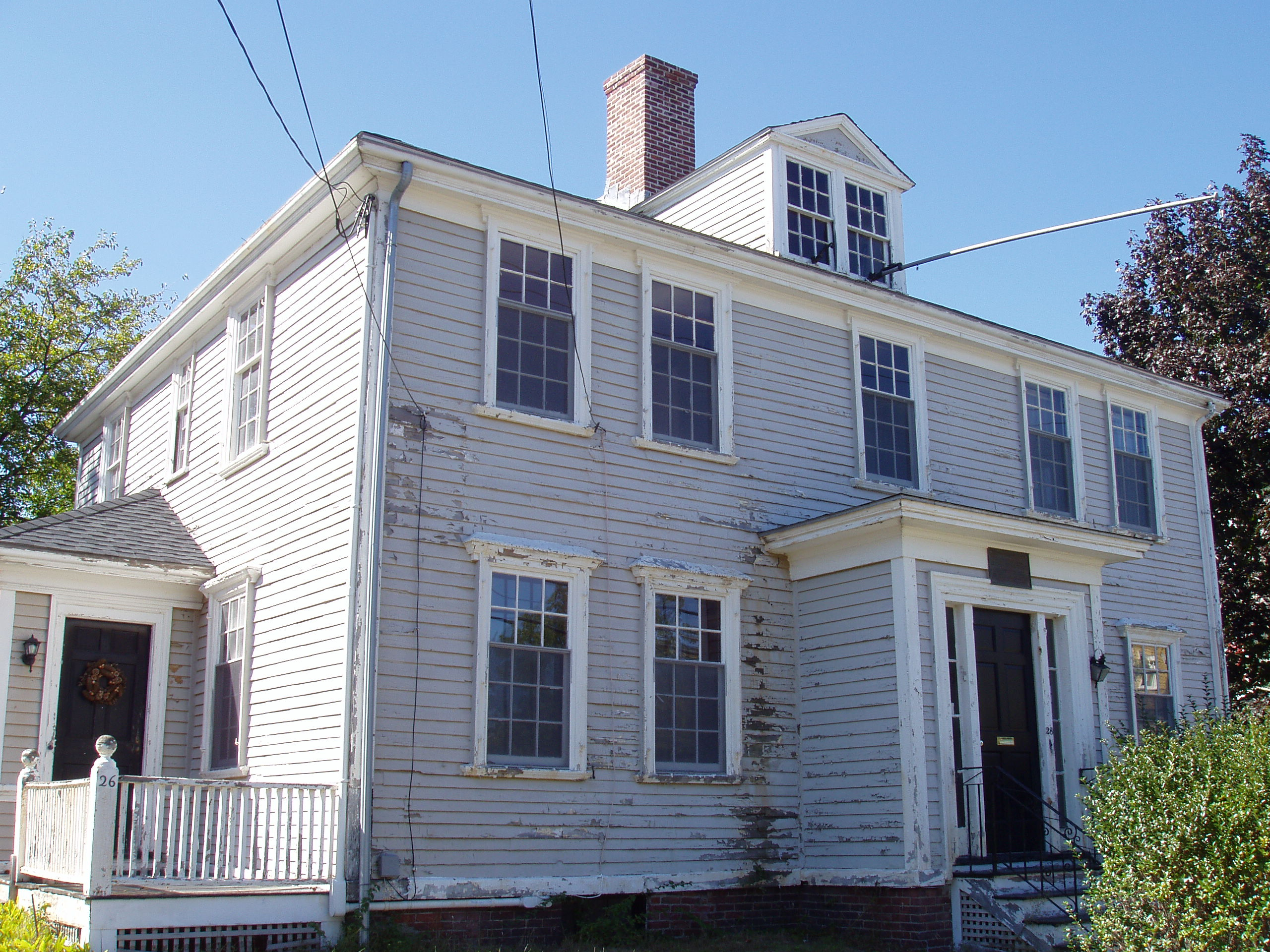
エドマンド・ファウル邸、1700年代に建設され、アメリカ独立戦争の間はマサチューセッツ政府が利用した

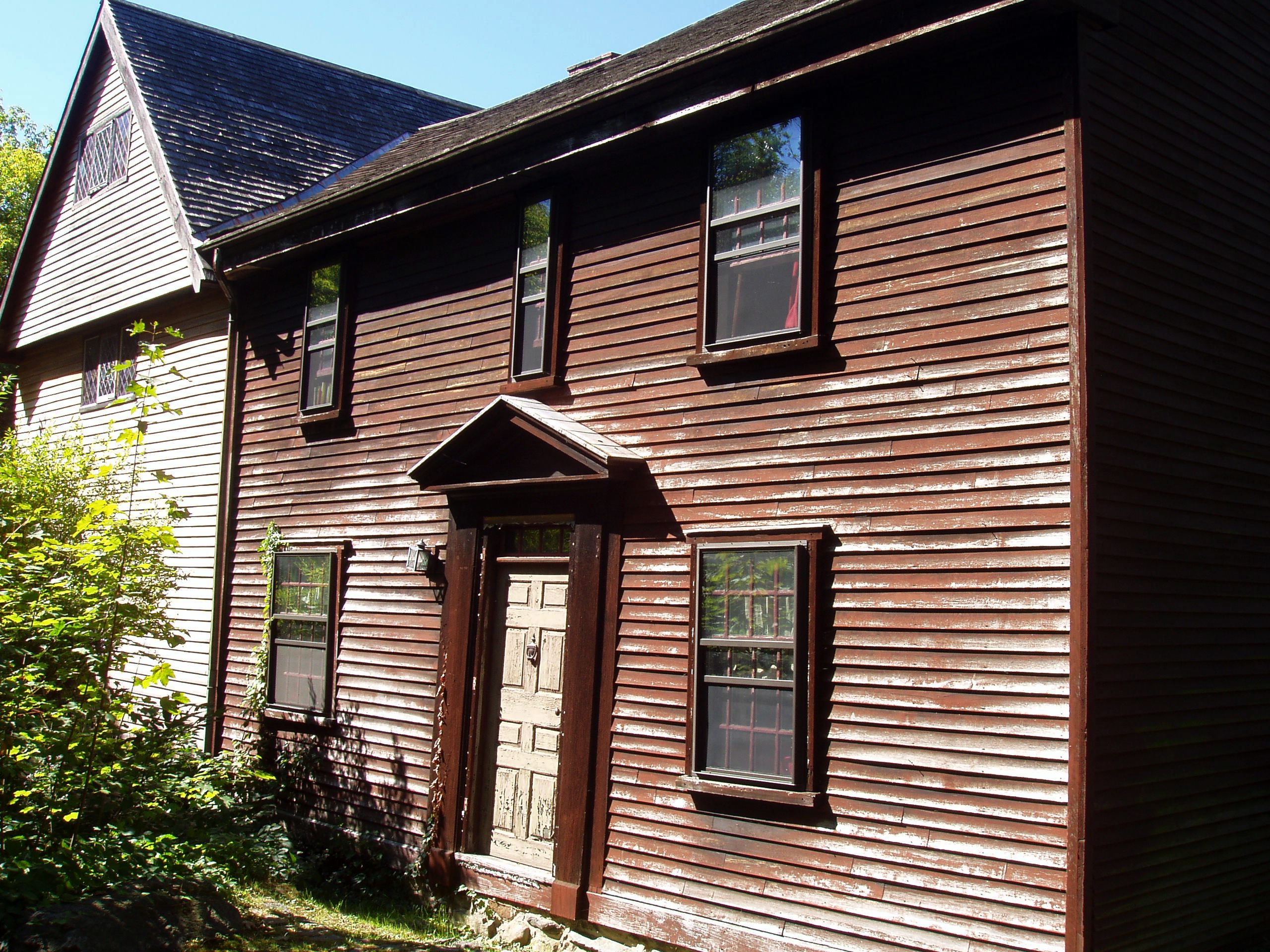
ブラウン邸、1694年頃建設

1832年から1834年、セオドア・パーカーがここで私立学区を運営し、その名前が現在のパーカー学校に残っているが、建物はもはや公立学校として運営されていない。
1816年から1995年、ウォータータウン武器庫が軍隊の軍需工場と研究施設として連続的に運営されていた。1995年、当時陸軍物質技術研究所と呼ばれていた施設を、陸軍はウォータータウンに売却した。この武器庫は、科学的管理法の開拓者であるフレデリック・テイラーの管理法が引き金になったストライキを行った場所として有名である。テイラーの方法は「科学的管理法」と呼ばれ、作業を細かい部品に分割した。労働者が全体を完成させることはなく、その代わりに細かい仕事を繰り返し行うのを、ストップウオッチを使って時間を計られ、労働者から最大の成果を得られるような作業のバランスを見つけようとした。このストライキとその原因は、1911年に連邦議会で聴聞されることになった後ですら、議論を呼んだ。連邦議会は1915年に政府の所有する武器庫でこの方法を行うことを禁じる法を成立させた。テイラーの方法は広く普及しヘンリー・フォードのような工業資本家に影響を与え、その概念は組み立てライン生産法の基本的なヒントの1つになった。ウォータータウン武器庫の跡地は1990年代にスーパーファンド浄化の大きな対象となり、現在では幾つかのレストランや劇場が開かれ、ショッピング、食事および芸術の中心となって来た。この場所には2005年にオープンした地域芸術会館であるアーセナル・センター・フォー・ジ・アーツがある。武器庫は現在アセナヘルスが所有している。アーセナル通りには、ウォータータウン・モールとアーセナル・プロジェクト・オブ・ウォータータウンという、通りを挟んで2つのショッピングモールがある。
1829年に設立されたパーキンス盲学校は、1912年からウォータータウンにある。
スタンレー兄弟が1897年に蒸気駆動の車を初めて作り、スタンレー・スチーマーと呼ばれるようになった。
1988年、ウォータータウンスクエアがアルメニア図書館とアメリカ博物館の新しい場所となり、北アメリカで最大のアルメニア工芸品の収集を収めていると言われる。
2013年4月18日から19日にかけての深夜12時を過ぎた直後、ボストンマラソン爆弾テロ事件の容疑者2人が、ウォータータウンで警官との銃撃戦となり、武器や爆発物を使うことになった。容疑者の1人が重傷を負い、後に死亡を宣告された。警察、FBI、州軍が町を数時間封鎖して、残った容疑者の捜索にあたり、翌日夕方に封鎖が終わった直後に負傷しているが生きている容疑者を逮捕した。

## 地理
ウォータータウン市は北緯42度22分17秒 西経71度10分55秒 / 北緯42.37139度 西経71.18194度 (42.37139, -71.18194)に位置している。市の北にはベルモント通り沿いにベルモント町、南はチャールズ川を境としてニュートン市とブライトン町と接している。町の中核であるウォータータウンスクエアでは、町の境界線が南のチャールズ川を超え、ケイシー遊技場を囲む地区にまで広がっている。東にはケンブリッジ市があり、その市境は良く知られるマウントオーバーン墓地であり、その大半は通常信じられているのとは異なり、ウォータータウン市内にある。西にはウォルサム市が広がるが、2つの市をわける地形的な特徴あるものは無い。
アメリカ合衆国国勢調査局に拠れば、市域全面積は4.2平方マイル (11 km2)であり、このうち陸地4.1平方マイル (11 km2)、水域は0.1平方マイル (0.1 km2)で水域率は1.20%である。

## 人口動態
以下は2000年国勢調査による人口統計データである。
| 基礎データ - 人口: 32,986 人 - 世帯数: 14,629 世帯 - 家族数: 7,329 家族 - 人口密度: 3,098.8人/km2（8,025.7 人/mi2） - 住居数: 15,008 軒 - 住居密度: 1,409.9軒/km2（3,651.5 軒/mi2） 人種別人口構成 - 白人: 91.42% - アフリカン・アメリカン: 1.73% - ネイティブ・アメリカン: 0.16% - アジア人: 3.87% - 太平洋諸島系: 0.02% - その他の人種: 0.85% - 混血: 1.95% - ヒスパニック・ラテン系: 2.68% 年齢別人口構成 - 18歳未満: 14.1% - 18-24歳: 9.4% - 25-44歳: 39.8% - 45-64歳: 20.0% - 65歳以上: 16.7% - 年齢の中央値: 37歳 - 性比（女性100人あたり男性の人口） - 総人口: 86.8 - 18歳以上: 83.8 | 世帯と家族（対世帯数） - 18歳未満の子供がいる: 17.8% - 結婚・同居している夫婦: 37.9% - 未婚・離婚・死別女性が世帯主: 8.7% - 非家族世帯: 49.9% - 単身世帯: 34.1% - 65歳以上の老人1人暮らし: 12.4% - 平均構成人数 - 世帯: 2.17人 - 家族: 2.86人 収入と家計 - 収入の中央値 - 世帯: 59,764米ドル - 家族: 67,441米ドル - 性別 - 男性: 46,642米ドル - 女性: 39,840米ドル - 人口1人あたり収入: 33,262米ドル - 貧困線以下 - 対人口: 6.3% - 対家族数: 4.5% - 18歳未満: 8.6% - 65歳以上: 7.5% |

### アルメニア人

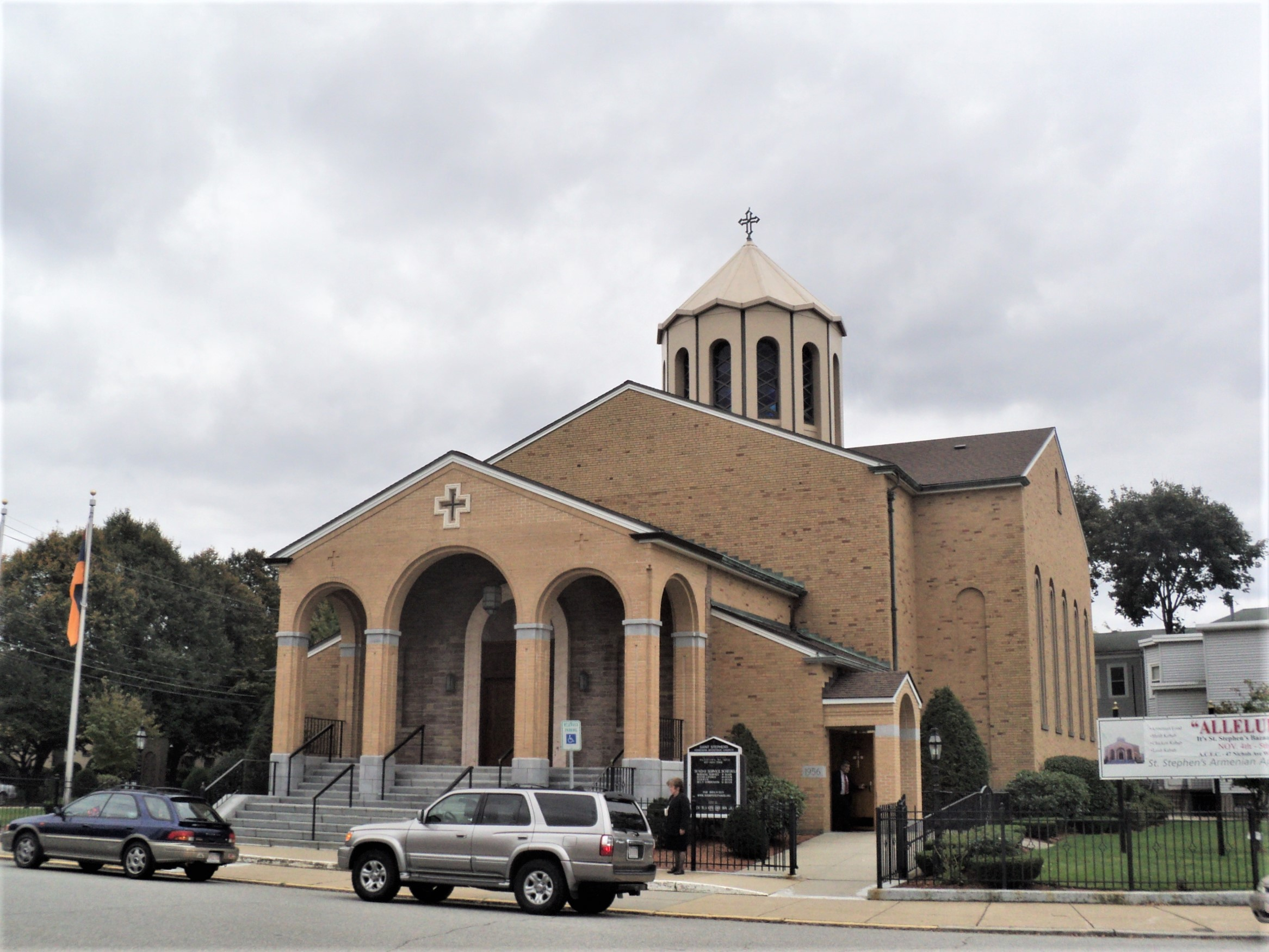
聖ステファン・アルメニア使徒教会

ウォータータウンはアメリカ合衆国でアルメニア離散民の一大中心地であり、推計人口は2007年時点で7,000人から8,000人以上とされ、国内第3位の数字となっている。上位に来るのはカリフォルニア州のグレンデール市およびフレズノ市である。
ウォータータウンでは英語とアルメニア語で新聞を長く発行している場所でもある。
- バイカル・アソシエーション Inc.'s
  - 『アルメニア・ミラー＝スペクテイター』
  - 『バイカル』
- ハイレニク・アソシエーション Inc.'s
  - 『アルメニアン・ウィークリー』
  - 『アルメニアン・レビュー』
  - ハイレニク・アソシエーションはウェブ・ラジオとテレビも運営している

## 交通
ウォータータウンは、ボストン中心街に向かう幹線道路であるソルジャーズ・フィールド道路とマサチューセッツ・ターンパイクに接している。マサチューセッツ湾交通局のウォータータウンスクエア駅がバス路線や無軌道トロリー線のターミナルになっている。元グリーンラインのA・ウォータータウン支線が1969年まで運行されていた。

## 著名な出身者

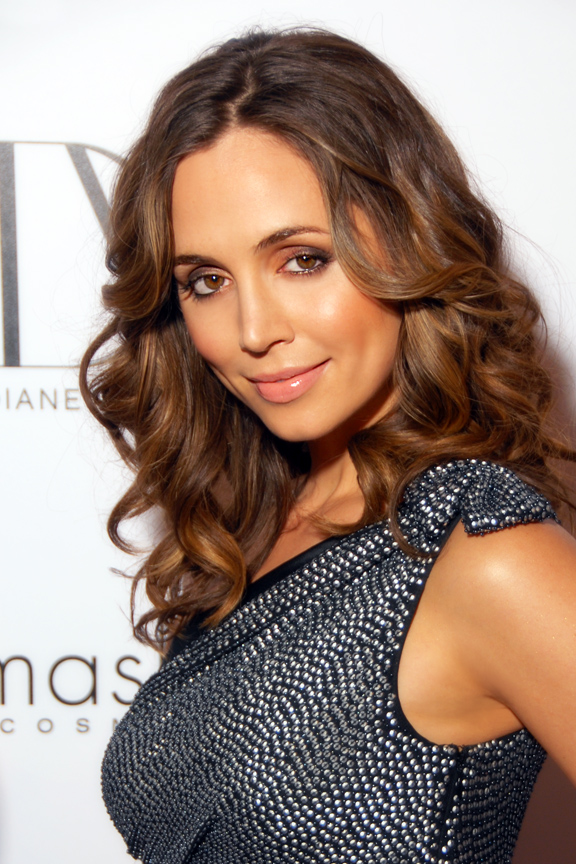
エリザ・ドゥシュク

- ボストン、ボストンを拠点にするロックグループ、リーダーはトム・ショルツ、ウォータータウンのフォックスグローブ・スタジオでアルバム『ボストン』（幻想飛行）を録音した
- フェリックス・ドゥブロン（1987年- ）、メジャーリーグベースボール選手、ボストン・レッドソックス
- エリザ・ドゥシュク（1980年- ）、映画とテレビの女優、ウォータータウンで成長しウォータータウン高校を卒業した
- ヘレン・ケラー（1880年–1968年）、教育家、社会福祉活動家、著作家、パーキンス盲学校で学んだ
- クリストファー・ノインスキー（1978年- ）、WWE所属の元プロレスラー、ウォータータウンに家を持っている
- チャールズ・プラット（1830年–1891年）、石油の資本者、慈善事業家

## スポーツ
- ウォータータウン高校レイダーズは2006年から2007年のシーズンと2008年から2009年のシーズンでバスケットボールのディビジョンIII州選手権に優勝した
- レイダーズのフィールドホッケーは、1980年代から最近まで何度も州選手権に優勝してきた。2009年から2013年の5シーズンは無敗で選手権を取ってきた
- レイダーズのサッカーは2012年から2013年のシーズンでMIAAディビジョンIIノースのタイトルを取った。
- ウォータータウン・ポップワーナーのフットボールは、2007年と2008年にマサチューセッツ州東部のディビジョンII選手権を次から次にとってきた
- ウォータータウン青年ホッケーは2005年から2006年のシーズンでディビジョンIIで選手権を取った

## 文化
- メインストリート65にあるアルメニア図書館とアメリカ博物館は元クーリッジ銀行ビルに入っている
- パーキンス盲学校のキャンパスには、パーキンス・ブレイル・アンド・トーキングブック図書館がある
- ウォータータウン無料公共図書館[14]、メインストリート123の新しく改修拡張されたビルに入っている
- ニュー・レパートリー・シアター、アーセナル通り321にあるアーセナル・センター・フォー・ジ・アーツを本拠にする住民プロ劇団である
- プラミング博物館、ローズデール道路80にあり、もとはJ・C・カニストラロ会社の事務所に隣接る冷蔵庫だった
- エドマンド・ファウル邸、1772年建設の博物館、マーシャル通り28にあり、市内ではブラウン邸に次いで2番目に古い
- エイブラハム・ブラウン邸、1694年から1701年の間に建設、メインストリート562にある、現在はヒストリック・ニューイングランドが運営する非営利博物館、年に2回公開される
- マウントオーバーン墓地、1831年設立、広さ151.1エーカー (0.60 km2)、固有種や外来種の高木低木がある手入れされた墓地、市内では最大の一体解放空間であり、東のケンブリッジ市にも入っている、駐車場もある
- ゴア・プレース、19世紀初期の歴史ある家屋博物館、国家歴史登録財、広さ45エーカー (0.18 km2)のうち31.6エーカー (0.13 km2)がウォータータウン市内にある
- ウォータータウン武器庫、市内チャールズ川北岸にあるアメリカの主要武器庫だった。米国土木学会の歴史的土木建造物と、国家歴史登録財に登録されている。